# Enköpings hospital
Enköpings hospital var en medeltida sjukvårdsinrättning i Enköping, som omtalas första gången 1278 i domprostens i Uppsala testamente. Var hospitalet har legat är inte känt. Enköpings hospital var ett spetälskehospital. Ordet "spetälska" har en direkt koppling till ordet hospital eller spital, där beteckningen "den spitalske" avser "den på hospital intagne".
Omkring år 1280 lät ärkebiskopen i Uppsala lägga ner föregångaren till Sankt Görans hospital i Stockholm samt även hospitalet i Sigtuna. Deras tillgångar överfördes till Enköpingshospitalet. På så vis blev Enköping stiftshospital medan Uppsala, Stockholm eller Sigtuna under denna tid inte haft något större omsorg för spetälskesjuka människor. Troligen fördes de sjuka till hospitalet i Enköping.
Hospitalets stadgar utfärdades av ärkebiskop Birger Gregersson något av åren 1367-83 och angav att föreståndarna skulle uppsöka spetälska över hela ärkestiftet. De som var fattiga togs in på hospitalet utan kostnad, men de som ägde lös egendom skulle överlåta denna till hospitalet. Stadgarna angav även vad de intagna skulle få för mat och för kläder.
År 1433 förlorade hospitalet i Enköping delar av sitt underhåll och 1438 sammanslogs Enköpingshospitalet och Sankt Örjans hospital ihop till en enhet, varvid både verksamhet och tillgångar flyttas till hospitalet i Stockholm. Hospitalets läge är omdiskuterat, inga spår efter något som kan tolkats som institutionen har påträffats.